# Boom dell'argento nel Colorado

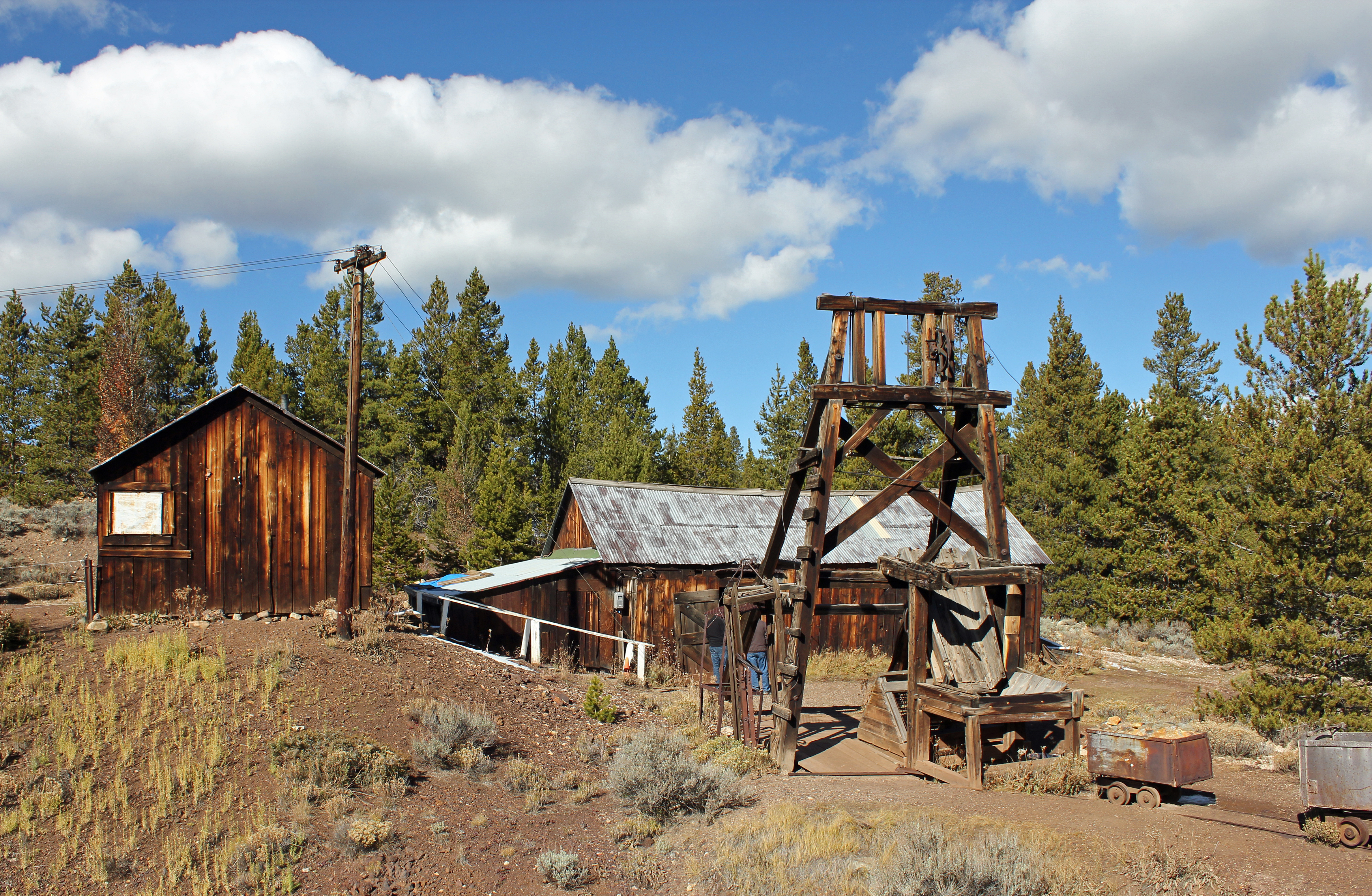
The Matchless Mine in Leadville, originariamente proprietà di Horace Tabor, noto come "Il re dell'argento".

Il boom dell'argento nel Colorado fu un periodo di drammatica espansione dell'estrazione di minerale di argento nello Stato del Colorado, nel tardo XIX secolo. Il boom ebbe inizio nel 1879 con la scoperta della presenza di argento nei pressi di Leadville. In quel periodo fu estratto argento per un valore di oltre 82 milioni di dollari, rendendolo il secondo grande boom minerario nello Stato, giungendo venti anni dopo la prima e più breve corsa all'oro nel Colorado del 1859. 
Il boom fu in gran parte conseguenza degli acquisti di argento su larga scala da parte del Governo degli Stati Uniti d'America, autorizzati dal Congresso nel 1878. Il boom durò per tutti gli anni 1880, provocando un incremento sia demografico che del benessere nel Colorado, specialmente sulle montagne. Esso ebbe termine nel 1893 in occasione del collasso del prezzo dell'argento causato dalla revoca della Legge Sherman sull'acquisto di argento.
L'argento era stato scoperto nel Colorado negli anni 1860, con i primi scavi nel canyon del Clear Creek presso Georgetown nel 1864. Nei primi tempi la scoperta fu oscurata da quella dell'oro, ma comunque il basso prezzo del minerale faceva sì che la maggior parte delle miniere non erano abbastanza convenienti da gestire.
Nel 1878, in risposta alle pressioni degli interessi dell'ovest, il Congresso degli Stati Uniti promulgò la legge Bland–Allison, che autorizzava il libero conio di monete d'argento. La domanda di questo metallo da parte della Zecca ne aumentò considerevolmente il prezzo, al punto che l'estrazione del metallo divenne conveniente. La scoperta, avvenuta l'anno successivo, nel distretto di Leadville provocò un forte afflusso di nuovi cercatori in molte gole delle stesse montagne ove aveva avuto luogo in precedenza la corsa all'oro. L'opulenza che ne deriva fu molto sfarzosa nella stessa Leadville. 

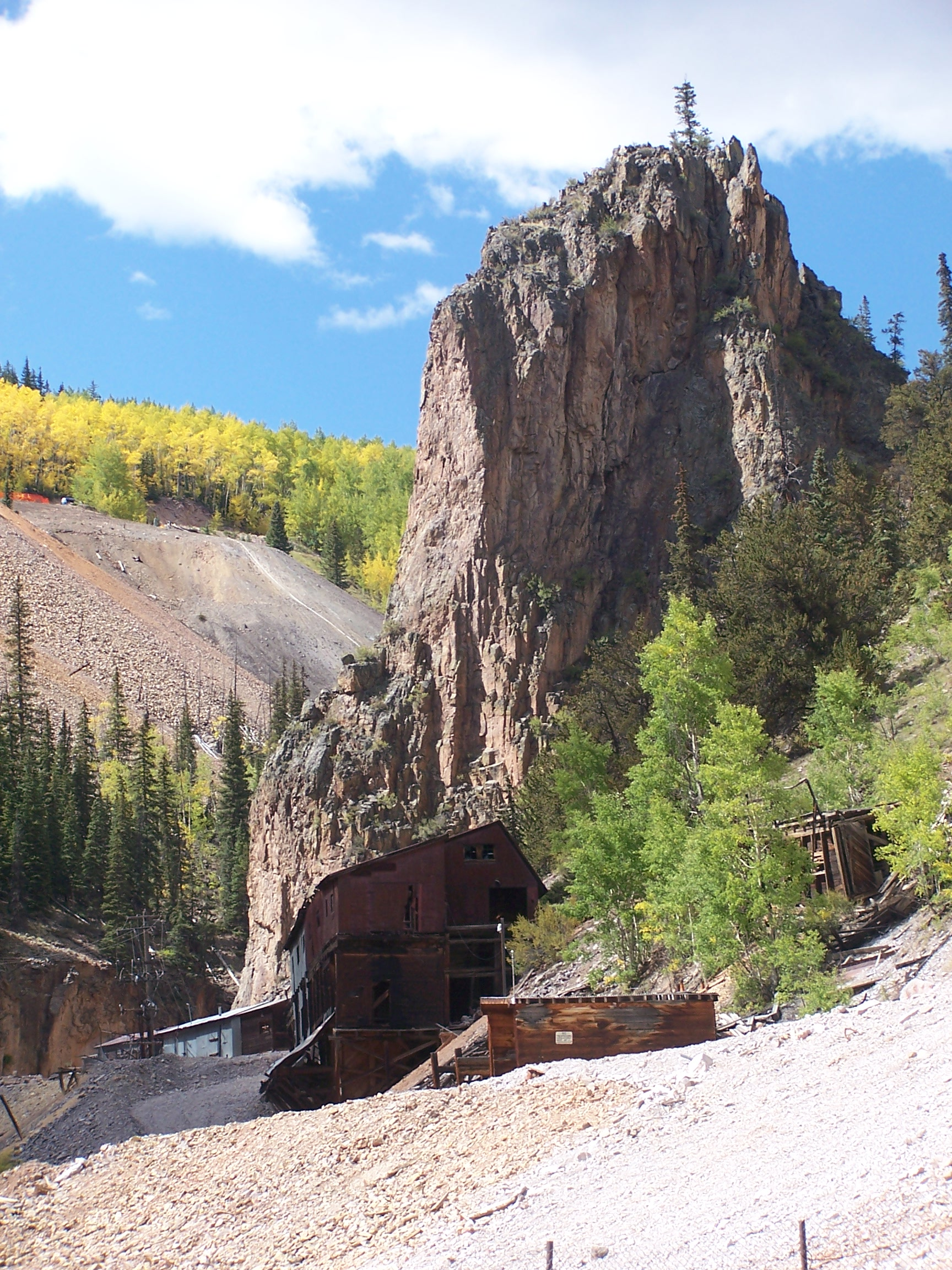
Vecchia miniera a Creede, Colorado

Partendo dal 1889, Creede fu un altro luogo di un grande boom dell'argento.
La prima scoperta ebbe luogo nella miniera Alfa nel 1869, ma l'argento non poteva essere convenientemente estratto dai suoi complessi minerali. I giorni del "grande boom" iniziarono con la scoperta dei ricchi giacimenti nel canyon del Willow Creek. La popolazione balzò dai 600 residenti del 1889, ai più di 10000 del dicembre 1891. Le miniere furono sfruttate con continuità fino al 1995. Creede fu l'ultima città del boom dell'argento in Colorado nel XIX secolo.

Il boom continuò senza cali per tutti gli anni 1880 e per i primi anni 1890, anni, che diedero allo stato molte delle sue strutture storiche nelle città e cittadine. Il boom portò anche numerose estensioni della rete ferroviaria, comprese linee quali la Denver, South Park and Pacific che costruì una prima linea a scartamento ridotto fino a Leadville. Parimenti l’estensione della rete ferroviarie fino alla valle del Roaring Fork River all'allora precedentemente mancata città mineraria di Aspen verso la fine degli anni 1880 rese l'estrazione del minerale di argento economicamente conveniente, salvando la città da un futuro abbandono.
La revoca della legge Sherman nel 1893 provocò il crollo dei prezzi dell'argento, determinando così la fine del boom. Dopo il 1893 molti campi minerari divennero città fantasma. La situazione economica fu in qualche modo migliorata dal simultaneo emergere dell'agricoltura, precedentemente trascurata come non fattibile, che divenne poi un'importante componente dell'economia dello stato.
Le condizioni di lavoro all'interno delle mini ere erano spesso pericolose. La silicosi, allora incurabile, rovinava rapidamente i polmoni dei minatori. Ma vi erano altri pericoli. A parte le lanterne o le candele di sego portate dai minatori, le miniere erano altrimenti completamente oscure. A quel tempo i minatori erano anche soggetti alle minacce di crollo, di allagamento e di carenza di ossigeno dei tunnel nelle zone più profonde delle miniere. Spesso i minatori portavano con sé gabbie di canarini: al momento in cui questi morivano, ciò indicava che la percentuale di ossigeno in quell'aria era pericolosamente bassa. Le miniere erano comunemente molto piccole e strette, per risparmiare i costi che avrebbe comportato il farle più ampie e ciò determinò l'impiego di persone di bassa statura e anche di bambini.